# Bitwa pod Parkanami (obraz Juliusza Kossaka)
Bitwa pod Parkanami – powstały w 1883 obraz autorstwa polskiego malarza Juliusza Kossaka.
Malarz przedstawił na obrazie scenę batalistyczną osadzoną w realiach wygranej przez Jana III Sobieskiego bitwy pod Parkanami 9 października 1683.
Akwarela znajduje się w zbiorach Muzeum Narodowego w Warszawie.